# Ochotona cansus
Il pica grigio o pica del Gansu (Ochotona cansus Lyon, 1907) è un mammifero lagomorfo della famiglia degli Ocotonidi.

## Distribuzione
Questi animali sono endemici della Cina, dove, a dispetto del nome comune, oltre alla provincia del Gansu, vivono anche nelle provincie di Quinghai e Sichuan, con quattro sottospecie (Ochotona cansus cansus, Ochotona cansus morosa, Ochotona cansus sorella e Ochotona cansus stevensi): il loro habitat è costituito dalle zone prative ad altitudini comprese fra i 2000 ed i 4000 metri, dove abitano le zone moderatamente cespugliose, in particolare quelle intervallate da montagnole rappresentati le uscite delle tane degli zokor (genere Myospalax), che vengono utilizzate come torri di guardia.

## Descrizione

### Dimensioni
Misura circa 25 cm di lunghezza, per un peso massimo di 380 g.

### Aspetto
Si tratta di animali tozzi e dalla grossa testa, simili a dei grossi criceti. Il pelo è nerastro, coi peli del dorso che possono presentare la punta striata di bianco. Anche le orecchie, nere, sono cerchiate di bianco, mentre su testa e gola il pelo si schiarisce, prendendo tonalità di color arancio. Sul basso ventre il pelo è grigiastro: sul petto, la macchia bianca si assottiglia assumendo la forma di un collo di bottiglia.

La specie è nel complesso assai simile ad Ochotona thibetana, con la quale può venire facilmente confusa: una distinzione sicura può essere fatta analizzando l'osso zigomatico, che nei pica grigi è meno sporgente.

## Biologia
Si tratta di animali diurni, il cui ciclo vitale annuale è diviso in quattro fasi durante ognuna delle quali l'animale presenta determinati comportamenti:
- Fra marzo e maggio, i maschi tendono ad allargare i confini del proprio territorio (da 6 a 12 ettari), mentre le dimensioni del territorio della femmina restano costanti (5 ettari). In tal modo, il territorio del maschio viene a sovrapporsi con quello di almeno una femmina.
- Fra maggio ed agosto, si viene a creare un nucleo familiare composto da una coppia e dai propri figli di vari parti: la madre spesso si allontana dal nido, incontrando raramente e del tutto casualmente i giovani. In questo periodo anche le femmine sono solite espandere il proprio territorio.
- Fra agosto e settembre, i cuccioli svezzati si allontanano dal territorio natio: le femmina si stabiliscono solitamente nelle vicinanze, mentre i maschi vagano senza meta. In questo periodo si formano le coppie.
- Nel periodo invernale, sia i maschi che le femmine riducono drasticamente le dimensioni dei propri territori (7 ettari per i maschi e 4 per le femmine), avendo cura tuttavia che il proprio territorio si sovrapponga in buona parte con quello di un altro esemplare di sesso opposto, in modo tale da poter creare una coppia stabile per la primavera successiva.

Questi animali mostrano una serie di comportamenti sociali, primo fra tutti ilgrooming reciproco, oltre alla serie di richiami fischiati che rendono famosi questi animali come "lepri fischianti" ed hanno funzioni sia territoriali sia di allarme. Inoltre, essi sono soliti scavare due o tre uscite per le proprie tane, le quali generalmente vengono adibite a latrine a cielo aperto: il maschio tende a depositare le proprie feci in ogni latrina a ciascuna defecazione, in numero di 2-4 pallini per latrina. Si pensa che tale comportamento sia una sorta di demarcazione del territorio.

### Alimentazione
Si tratta di animali erbivori, assai frugali in termini di alimentazione poiché adattati a climi piuttosto inospitali e dove il cibo scarseggia.

### Riproduzione
Questi animali sono monogami facoltativi, ossia è praticata la monogamia, ma si trovano casi di poliandria, poliginia e comunque anche le coppie non sono fisse e variano di anno in anno.

Il periodo riproduttivo va da aprile ad agosto: durante questo periodo, la femmina dà alla luce solitamente almeno tre cucciolate, ciascuna comprendente dai 3 ai 6 cuccioli. La femmina, alcune ore prima del parto, costruisce un nido di erbe secche e pelo di pecora o yak, del diametro di una quindicina di centimetri. La gestazione dura venti giorni, mentre i cuccioli vengono svezzati già al diciottesimo giorno di vita. Il maschio si disinteressa totalmente della prole, mentre i cuccioli già svezzati (che tendono a passare il primo inverno coi genitori) possono contribuire all'allevamento delle altre cucciolate: dal canto suo, fino allo svezzamento la femmina visita i cuccioli solo per dar loro la poppata, mediamente quattro volte al giorno.